# Финал Мирового тура ATP 2012 — парный турнир
Пара Марсель Гранольерс / Марк Лопес — победительница турнира.
Прошлогодние чемпионы турнира — Максим Мирный и Даниэль Нестор — защищали титул в статусе вторых сеяных, но не вышли из группы.

## Общая информация
Впервые с 2004 года титул разыграли два мононациональных дуэта.
Впервые с 1990 года в титульном матче сыграл испанец и впервые с 1975 года он там победил.
Махеш Бхупати в пятый раз дошёл до финала итогового (с третьим партнёром за это время) и вновь проиграл.

## Посев
1. Боб Брайан /  Майк Брайан (Группа)
2. Максим Мирный /  Даниэль Нестор (Группа)
3. Леандер Паес /  Радек Штепанек (Полуфинал)
4. Роберт Линдстедт /  Хория Текэу (Группа)
5. Махеш Бхупати /  Рохан Бопанна (Финал)
6. Марк Лопес /  Марсель Гранольерс (Титул)
7. Айсам-уль-Хак Куреши /  Жан-Жюльен Ройер (Группа)
8. Джонатан Маррей /  Фредерик Нильсен (Полуфинал)

## Запасные
1. Мариуш Фирстенберг /  Марцин Матковский (Не использованы)
2. Колин Флеминг /  Росс Хатчинс (Не использованы)

## Ход турнира

### Используемые сокращения
- Q (англ. qualifier, дословно — квалифицировавшийся) — победитель квалификационного турнира.
- WC (англ. wild card, уайлд-кард) — специальное приглашение от организаторов.
- LD (англ. last direct acceptance, последний прямой допуск) — игрок, находящийся последним в списке участников, попадающих напрямую в основную сетку.
- LL (англ. lucky loser, лаки-лузер) — игрок с наивысшим рейтингом из проигравших в финальном раунде квалификации, приглашённый в качестве замены поздно снявшегося игрока основной сетки.
- Rt (англ. retired, дословно — снявшийся) — отказ игрока от продолжения игры по ходу матча.
- W/O (англ. walkover, дословно — проход) — выигрыш на невыходе соперника на игру.
- SE (англ. special exempt) — специальный допуск. Используется для игроков, которые удачно сыграли на неделе, предшествовавшей турниру, и потому не могли участвовать в квалификации.
- SR (англ. special rating) — специальный рейтинг. Даётся игроку, получившему травму и выбывшему из тура не менее чем на 6 месяцев и до двух лет. В этом случае его рейтинг на время лечения травмы «замораживается» и затем после возвращения, он имеет право заявляться на несколько турниров (определяется регламентом тура), чтобы попадать на турниры своего уровня.
- PR (англ. protected ranking, дословно — защищённый рейтинг). Используется для допуска в турнир игроков, пропустивших долгое время из-за травмы и опустившихся в рейтинге.
- ALT (англ. alternate) — альтернативный игрок в сетке (замена кого-то из поздно снявшихся с турнира).
- S (англ. suspended, дословно — отложен) — матч приостановлен из-за дождя или темноты.
- D (англ. defaulted) — один из спортсменов снят с турнира за неспортивное поведение.

### Финальные раунды
|  | Полуфиналы | Полуфиналы                       | Полуфиналы                       | Полуфиналы                       | Полуфиналы                       | Полуфиналы                       | Полуфиналы                       | Полуфиналы                       | Полуфиналы | Полуфиналы |   |                             | Финал                       | Финал                         | Финал                         | Финал                         | Финал                         | Финал                         | Финал                         | Финал | Финал | Финал |
|  |            |                                  |                                  |                                  |                                  |                                  |                                  |                                  |            |            |   |                             |                             |                               |                               |                               |                               |                               |                               |       |       |       |
|  | 3          | Леандер Паес Радек Штепанек      | Леандер Паес Радек Штепанек      | Леандер Паес Радек Штепанек      | Леандер Паес Радек Штепанек      | Леандер Паес Радек Штепанек      | Леандер Паес Радек Штепанек      | 6                                | 1          | [10]       |   |                             |                             |                               |                               |                               |                               |                               |                               |       |       |       |
|  | 3          | Леандер Паес Радек Штепанек      | Леандер Паес Радек Штепанек      | Леандер Паес Радек Штепанек      | Леандер Паес Радек Штепанек      | Леандер Паес Радек Штепанек      | Леандер Паес Радек Штепанек      | 6                                | 1          | [10]       |   |                             |                             |                               |                               |                               |                               |                               |                               |       |       |       |
|  | 5          | Махеш Бхупати Рохан Бопанна      | Махеш Бхупати Рохан Бопанна      | Махеш Бхупати Рохан Бопанна      | Махеш Бхупати Рохан Бопанна      | Махеш Бхупати Рохан Бопанна      | Махеш Бхупати Рохан Бопанна      | 4                                | 6          | [12]       |   |                             |                             |                               |                               |                               |                               |                               |                               |       |       |       |
|  |            |                                  |                                  |                                  |                                  |                                  |                                  |                                  |            |            | 5 | Махеш Бхупати Рохан Бопанна | Махеш Бхупати Рохан Бопанна | Махеш Бхупати Рохан Бопанна   | Махеш Бхупати Рохан Бопанна   | Махеш Бхупати Рохан Бопанна   | Махеш Бхупати Рохан Бопанна   | 5                             | 6                             | [3]   |       |       |
|  |            |                                  |                                  |                                  |                                  |                                  |                                  |                                  |            |            | 5 | Махеш Бхупати Рохан Бопанна | Махеш Бхупати Рохан Бопанна | Махеш Бхупати Рохан Бопанна   | Махеш Бхупати Рохан Бопанна   | Махеш Бхупати Рохан Бопанна   | Махеш Бхупати Рохан Бопанна   | 5                             | 6                             | [3]   |       |       |
|  |            |                                  |                                  |                                  |                                  |                                  |                                  |                                  |            |            |   |                             | 6                           | Марк Лопес Марсель Гранольерс | Марк Лопес Марсель Гранольерс | Марк Лопес Марсель Гранольерс | Марк Лопес Марсель Гранольерс | Марк Лопес Марсель Гранольерс | Марк Лопес Марсель Гранольерс | 7     | 3     | [10]  |
|  | 8          | Джонатан Маррей Фредерик Нильсен | Джонатан Маррей Фредерик Нильсен | Джонатан Маррей Фредерик Нильсен | Джонатан Маррей Фредерик Нильсен | Джонатан Маррей Фредерик Нильсен | Джонатан Маррей Фредерик Нильсен | Джонатан Маррей Фредерик Нильсен | 4          | 3          |   |                             | 6                           | Марк Лопес Марсель Гранольерс | Марк Лопес Марсель Гранольерс | Марк Лопес Марсель Гранольерс | Марк Лопес Марсель Гранольерс | Марк Лопес Марсель Гранольерс | Марк Лопес Марсель Гранольерс | 7     | 3     | [10]  |
|  | 8          | Джонатан Маррей Фредерик Нильсен | Джонатан Маррей Фредерик Нильсен | Джонатан Маррей Фредерик Нильсен | Джонатан Маррей Фредерик Нильсен | Джонатан Маррей Фредерик Нильсен | Джонатан Маррей Фредерик Нильсен | Джонатан Маррей Фредерик Нильсен | 4          | 3          |   |                             |                             |                               |                               |                               |                               |                               |                               |       |       |       |
|  | 6          | Марк Лопес Марсель Гранольерс    | Марк Лопес Марсель Гранольерс    | Марк Лопес Марсель Гранольерс    | Марк Лопес Марсель Гранольерс    | Марк Лопес Марсель Гранольерс    | Марк Лопес Марсель Гранольерс    | Марк Лопес Марсель Гранольерс    | 6          | 6          |   |                             |                             |                               |                               |                               |                               |                               |                               |       |       |       |
|  | 6          | Марк Лопес Марсель Гранольерс    | Марк Лопес Марсель Гранольерс    | Марк Лопес Марсель Гранольерс    | Марк Лопес Марсель Гранольерс    | Марк Лопес Марсель Гранольерс    | Марк Лопес Марсель Гранольерс    | Марк Лопес Марсель Гранольерс    | 6          | 6          |   |                             |                             |                               |                               |                               |                               |                               |                               |       |       |       |
|  |            |                                  |                                  |                                  |                                  |                                  |                                  |                                  |            |            |   |                             |                             |                               |                               |                               |                               |                               |                               |       |       |       |

### Групповой раунд
Золотистым выделены игроки, занявшие первые два места в своих группах.

#### Группа А
| Посев | Теннисист                             | Брайан            | Паес Штепанек     | Лопес Гранольерс | Куреши Ройер | Матчи | Сеты | Геймы | Место |
| ----- | ------------------------------------- | ----------------- | ----------------- | ---------------- | ------------ | ----- | ---- | ----- | ----- |
| 1     | Боб Брайан Майк Брайан                |                   | 4-6, 7-66, [7-10] | 5-7, 7-5, [9-11] | 7-5, 6-4     | 1-2   | 4-4  | 36-35 | 3     |
| 3     | Леандер Паес Радек Штепанек           | 6-4, 6-76, [10-7] |                   | 7-5, 6-4         | 6-4, 7-5     | 3-0   | 6-1  | 39-29 | 1     |
| 6     | Марк Лопес Марсель Гранольерс         | 7-5, 5-7 ,[11-9]  | 5-7, 4-6          |                  | 6-4, 6-2     | 2-1   | 4-3  | 34-31 | 2     |
| 7     | Айсам-уль-Хак Куреши Жан-Жюльен Ройер | 5-7, 4-6          | 4-6, 5-7          | 4-6, 2-6         |              | 0-2   | 0-6  | 24-38 | 4     |

При равенстве показателей по числу побед и числу матчей между двух пар, они ранжируются по результату личной встречи.

#### Группа Б
| Посев | Теннисист                        | Мирный Нестор      | Линдстедт Текэу    | Бхупати Бопанна    | Маррей Нильсен     | Матчи | Сеты | Геймы | Место |
| ----- | -------------------------------- | ------------------ | ------------------ | ------------------ | ------------------ | ----- | ---- | ----- | ----- |
| 2     | Максим Мирный Даниэль Нестор     |                    | 4-6, 7-61, [12-10] | 6-75, 7-65, [5-10] | 6−73, 6-4, [10-12] | 1-2   | 4-5  | 37-38 | 3     |
| 4     | Роберт Линдстедт Хория Текэу     | 6-4, 6−71, [10-12] |                    | 3-6, 7-5, [5-10]   | 6-3, 7-5           | 1-2   | 4-4  | 35-32 | 4     |
| 5     | Махеш Бхупати Рохан Бопанна      | 7-65, 6-75, [10-5] | 6-3, 5-7, [10-5]   |                    | 4-6, 7-61, [10-12] | 2-1   | 5-4  | 37-36 | 2     |
| 8     | Джонатан Маррей Фредерик Нильсен | 7-63, 4-6, [12-10] | 3-6, 5-7           | 6-4, 6−71, [12-10] |                    | 2-1   | 4-4  | 33-36 | 1     |

При равенстве показателей по числу побед и числу матчей между двух пар, они ранжируются по результату личной встречи.